# Zone of the Enders (videojoc)
Zone of the Enders, també conegut com a ZOE, és un videojoc que fou desenvolupat i publicat per Konami en 2001 per la PlayStation 2. Fou produït, i n'està estretament relacionat, per Hideo Kojima. El joc tracta i transcorre a través de combats entre robots mecha. Els mechas foren dissenyats per Yoji Shinkawa, el dissenyador de personatges i elements mecànics per la sèrie Metal Gear Solid. El joc fou originalment venut amb una demo de previsualització del llavors proper Metal Gear Solid 2: Sons of Liberty.

## Jugabilitat
El jugador viatja a través de les diferents seccions d'una colònia espacial que es troba orbitant Júpiter amb l'objectiu de derrotar metxes enemics, utilitzant a Jehuty, un avançat prototip Metxa. Jehuty està equipat amb armes, tals com una espasa d'energia, un canó d'energia i diverses armes secundàries. A mesura que el jugador avança en el joc, l'arsenal de Jehuty augmenta i les seves habilitats s'expandeixen.
Jehuty és capaç de moure's tridimensionalment, volar i surar en l'aire amb facilitat. en combat, és capaç d'enfocar-se en un sol adversari (lock-on), i és capaç de realitzar avançades maniobres tals com agarrar i llançar enemics, i utilitzar els seus impulsors per moure's ràpidament i esquivar atacs enemics. en alguns escenaris del joc, l'objectiu és disminuir els danys soferts a les ciutats i protegir civils.

## Sinopsi

### Argument
La història de Zone of the Enders gira entorn de Leo Stenbuck, un noi habitant d'Antilia, una colònia espacial que orbita al voltant del planeta Júpiter, la qual és atacada per forces de l'organització BAHRAM. al començament del joc, és capturat i escapa quan forces de BARHAM ataquen i els seus amics moren per un Robot que cau sobre ells. Escapa cap a un hangar on accidentalment cau en la cabina d'un Robot de combat anomenat 'Jehuty' (Derivat del Déu Egipci Djehuti). Usant aquest Robot, i auxiliat per la seva intel·ligència Computarizada, cridada ADA, s'enfronta a les forces de BAHRAM, els qui busquen obtenir-ho per ordres del seu líder Nohman.
Barallant per tota la colònia d'Antilia, Leo rescata civils, incloent a la seva amiga Celvice, i defensa la colònia de la destrucció, derrotant a les forces de BAHRAM i als seus Comandants un darrere l'altre. Mentre això succeeix, accidentalment ADA s'infecta amb un virus informàtic, forçant-los a buscar un antídot a la fàbrica on aquesta va ser creada. Eventualment, forces terrestres arriben a vora de la nau Atlantis i una dona anomenada Elena Weinberg, prepara un pla perquè Leo i Celvice puguin escapar a través dels ports de la colònia. No obstant això en el camí són atacats per Viola, una dels comandants de BARHAM que li dispara a Celvice i baralla amb Leo. Després d'això Leo va als ports i és obligat a desactivar els explosius situats aquí per destruir la colònia. Viola baralla amb Leo una vegada més usant les parts trencades del seu mateix robot com a armes, però és derrotada i morta quan una bomba sobrant explota prop d'ella, manant-la fos de la colònia fins a l'atmosfera de Júpiter. Just quan la nau Atlantis es prepara per recollir a Leo i a Celvice, El mateix Nohman s'apareix a bord del robot bessó de Jehuty: Anubis, la sola presència del qual és suficient per alterar els sistemes de Jehuty. Abans que Nohman pugui acabar amb Jehuty, La nau Atlantis fa un clot en la paret cobrint la fuita de Jehuty, mentre Norman abandona la colònia amb la resta de la seva forces invasores.
A bord de l'Atlantis, Leo i ADA comparteixen una última conversa, on ADA revela la tasca per la qual va ser programada: Viatjar al Planeta Mart, penetrar La Fortalesa d'Auman i destruir-la des d'endins, autodestruint-se ella mateixa juntament amb Jehuty. Entristit per això, Leo abandona la cabina del Robot i es reuneix amb la tripulació de l'Atlantis i amb Celvice, que ja s'ha recuperat de la seva ferida de bala.

### Personatges
Leo Stenbuck
És el protagonista del joc. Leo és un jove que té dificultats per relacionar-se amb uns altres. mentre tracta d'escapar de les forces de BAHRAM, accidentalment ensopega i cau en la cabina del Robot de Combat Jehuty i és forçat en contra de la seva voluntat a barallar en el Conflicte d'Antilia. La seva mare i el seu pare no li posaven molta atenció, i rares vegades passaven temps junts. No obstant això, segons la pàgina oficial del joc, el pare de Leo va morir buscant-ho enmig del setge de la colònia.
A.D.A
És la Intel·ligència Artificial dels sistemes de Jehuty. ADA facilita informació tàctica i recomanacions a Leo mentre piloteja a el robot. Al principi és alguna cosa freda, No obstant això ella i Leo comencen a crear un vincle d'amistat al llarg del joc.
Celvice Klein
És una joveneta de 14 anys. Celvice es presta per cuidar orfes en una església local. Va perdre als seus pares durant la seva emigració cap a Antilia. Ella és molt propera a Leo. De retorn a l'església és atacada per un grup de robots de BAHRAM que són derrotats per Leo, que ve a ajudar-la a bord de Jehuty. S'uneix a Leo i ADA a bord de Jehuty i viatja amb ells a través d'Antilia en la seva missió per portar a Jehuty a bord de l'Atlantis.
Elena Weinberg
Comandant de la nau de Transport Atlantis, és una dona racional i gentil. Originalment, el seu nuvi Alan va ser triat per pilotejar a Jehuty, però desgraciadament va ser assassinat en el seu camí a l'hangar on aquest va ser construït. Malgrat saber que ell havia mort i que un simple noi era ara el pilot de Jehuty, va perseverar a través del seu dolor i va ajudar a Leo en la seva missió d'escapar d'Antilia. Més tard es converteix en la comandant de Leo i alguna cosa així com una mentora per el. Ella comanda la tropa encarregada de recollir a Jehuty per enviar-ho al Planeta Mart.
Nohman
És el comandant en cap de les forces invasores que van atacar la colònia d'Antilia. És un comandant molt racional i calmat, tant així que aquest li va arribar a dir a Viola que anés amb compte amb Leo, ordenant la retirada en un punt del joc. L'objectiu de la seva missió és era l'obtenció del Objectiu Alfa o sigui, apropiar-se de Anubis, el robot de combat germà de Jehuty. En principi era el pilot del Robot Selkis, no obstant això l'hi cedeix a Viola quan aconsegueix a Anubis.
Nohman li parla a Leo i a Viola del meravellós que és Anubis, dient que aquest és "El Robot de Combat Perfecte". Nohman baralla amb Leo a bord d'Anubis en la part final del joc, però Leo aconsegueix escapar amb l'ajuda de la nau Atlantis, adonant-se que Jehuty és incapaç de derrotar a Anubis. Anubis està armat amb un dispositiu que utilitza espai comprimit per propulsar el robot a velocitats properes a la de la llum, donant la falsa impressió de que aquest pot tele transportar-se.

## Banda sonora
La Banda sonora de Zone of the Enders va ser llançada el 25 d'abril de 2001 amb el nom Zone of the Enders Z.O.E Original Soundtrack per Konami Music Entertainment. Gairebé tota la música va ser composta per Norihiko Hibino (日比野 則彦), Maki Kirioka (桐岡麻季) iAkihiro Profunda (本田晃弘). També, Shuichi Kobori (小堀修一) va compondre "Global 2 (Virus)" i Toshiyuki Kakuta (角田利之) va compondre "City (The Earth Light)". La cançó "KISS ME SUNLIGHTS" va ser composta i executada per Heart of Air. Algunes de les cançons de Zone of the Enders van ser incloses en el joc Metal Gear Online. El jugador té l'opció de posar les cançons durant els combats.
| \| # \| Títol \| Artista \| Durada \| \| -- \| -------------------------------------------------------------- \| ---------------- \| ------ \| \| 1 \| Title (The Origin) \| Maki Kirioka \| 0:38 \| \| 2 \| Introduction \| Akihiro Profunda \| 1:38 \| \| 3 \| Leo Stenbuck (break out) \| Akihiro Profunda \| 4:22 \| \| 4 \| Factory (Vivid Transparency) \| Norihiko Hibino \| 1:59 \| \| 5 \| VR (The Fourth Dimension) \| Norihiko Hibino \| 1:53 \| \| 6 \| Flowing Destiny (Piano Arrangement) \| Maki Kirioka \| 2:20 \| \| 7 \| Global 1 (Forever And Ever) \| Norihiko Hibino \| 1:06 \| \| 8 \| Are you alright, Celvice? \| Akihiro Profunda \| 1:30 \| \| 9 \| Boss (Neves) \| Norihiko Hibino \| 3:29 \| \| 10 \| Celvice! This way, quickly! \| Akihiro Profunda \| 1:01 \| \| 11 \| Residential Block (S02) \| Akihiro Profunda \| 2:18 \| \| 12 \| A Light with a Name of Hope (Piano Arrangement) \| Maki Kirioka \| 0:51 \| \| 13 \| Radar (Pandemonium) \| Norihiko Hibino \| 2:05 \| \| 14 \| Global 2 (Virus) \| Shuichi Kobori \| 1:35 \| \| 15 \| City (The Earth Light) \| Toshiyuki Kakuta \| 1:35 \| \| 16 \| Mountain (Who Can Read the Future?) \| Norihiko Hibino \| 2:10 \| \| 17 \| Rock Thunderheart (Function) \| Akihiro Profunda \| 0:34 \| \| 18 \| A Light with a Name of Hope (Protect Me) \| Maki Kirioka \| 3:20 \| \| 19 \| You need this done to you. \| Akihiro Profunda \| 1:56 \| \| 20 \| Flowing Destiny (Resolution) \| Maki Kirioka \| 0:49 \| \| 21 \| Ada (Promise) \| Maki Kirioka \| 1:32 \| \| 22 \| Flowing Destiny (Memories) \| Maki Kirioka \| 4:16 \| \| 23 \| Neith (Risky) \| Maki Kirioka \| 1:51 \| \| 24 \| Viola (Silent Death) \| Maki Kirioka \| 3:46 \| \| 25 \| Anubis (Impossible) \| Maki Kirioka \| 1:55 \| \| 26 \| Jehuty will self-destruct? \| Akihiro Profunda \| 2:36 \| \| 27 \| Flowing Destiny – Ending Theme 1 \| Maki Kirioka \| 5:35 \| \| 28 \| Kiss Me Sunlights – Opening Theme \| Heart of Air \| 3:47 \| \| 29 \| A Light with a Name of Hope – Ending Theme 2 / Celvice's Theme \| Maki Kirioka \| 4:03 \| |                                                                |                  |        |
| # | Títol                                                          | Artista          | Durada |
| 1 | Title (The Origin)                                             | Maki Kirioka     | 0:38   |
| 2 | Introduction                                                   | Akihiro Profunda | 1:38   |
| 3 | Leo Stenbuck (break out)                                       | Akihiro Profunda | 4:22   |
| 4 | Factory (Vivid Transparency)                                   | Norihiko Hibino  | 1:59   |
| 5 | VR (The Fourth Dimension)                                      | Norihiko Hibino  | 1:53   |
| 6 | Flowing Destiny (Piano Arrangement)                            | Maki Kirioka     | 2:20   |
| 7 | Global 1 (Forever And Ever)                                    | Norihiko Hibino  | 1:06   |
| 8 | Are you alright, Celvice?                                      | Akihiro Profunda | 1:30   |
| 9 | Boss (Neves)                                                   | Norihiko Hibino  | 3:29   |
| 10 | Celvice! This way, quickly!                                    | Akihiro Profunda | 1:01   |
| 11 | Residential Block (S02)                                        | Akihiro Profunda | 2:18   |
| 12 | A Light with a Name of Hope (Piano Arrangement)                | Maki Kirioka     | 0:51   |
| 13 | Radar (Pandemonium)                                            | Norihiko Hibino  | 2:05   |
| 14 | Global 2 (Virus)                                               | Shuichi Kobori   | 1:35   |
| 15 | City (The Earth Light)                                         | Toshiyuki Kakuta | 1:35   |
| 16 | Mountain (Who Can Read the Future?)                            | Norihiko Hibino  | 2:10   |
| 17 | Rock Thunderheart (Function)                                   | Akihiro Profunda | 0:34   |
| 18 | A Light with a Name of Hope (Protect Me)                       | Maki Kirioka     | 3:20   |
| 19 | You need this done to you.                                     | Akihiro Profunda | 1:56   |
| 20 | Flowing Destiny (Resolution)                                   | Maki Kirioka     | 0:49   |
| 21 | Ada (Promise)                                                  | Maki Kirioka     | 1:32   |
| 22 | Flowing Destiny (Memories)                                     | Maki Kirioka     | 4:16   |
| 23 | Neith (Risky)                                                  | Maki Kirioka     | 1:51   |
| 24 | Viola (Silent Death)                                           | Maki Kirioka     | 3:46   |
| 25 | Anubis (Impossible)                                            | Maki Kirioka     | 1:55   |
| 26 | Jehuty will self-destruct?                                     | Akihiro Profunda | 2:36   |
| 27 | Flowing Destiny – Ending Theme 1                               | Maki Kirioka     | 5:35   |
| 28 | Kiss Me Sunlights – Opening Theme                              | Heart of Air     | 3:47   |
| 29 | A Light with a Name of Hope – Ending Theme 2 / Celvice's Theme | Maki Kirioka     | 4:03   |

## Recepció i crítica
A la seva sortida al mercat, la revista Famitsu li va donar a la versió de PlayStation 2 una puntuació d'un 31/40.
IGN li va donar una puntuació de 7.5/10. GameRankings i GameSpot li van donar puntuacions similars de, 77.64% i 7.4/10 respectivament.